# Préfecture de Tongren
Pour les articles homonymes, voir Tongren (homonymie).
La préfecture de Tongren (铜仁地区 ; pinyin : Tóngrén Dìqū) est une subdivision administrative du nord-est de la province du Guizhou en Chine. Son chef-lieu est la ville de Tongren.

## Subdivisions administratives
La préfecture de Tongren exerce sa juridiction sur dix subdivisions - un district, une ville-district, quatre xian et quatre xian autonomes :
- la ville de Tongren - 铜仁市 Tóngrén Shì ;
- le xian de Jiangkou - 江口县 Jiāngkǒu Xiàn ;
- le xian de Shiqian - 石阡县 Shíqiān Xiàn ;
- le xian de Sinan - 思南县 Sīnán Xiàn ;
- le xian de Dejiang - 德江县 Déjiāng Xiàn ;
- le xian autonome dong de Yuping - 玉屏侗族自治县 Yùpíng dòngzú Zìzhìxiàn ;
- le xian autonome tujia et miao de Yinjiang - 印江土家族苗族自治县 Yìnjiāng tǔjiāzú miáozú Zìzhìxiàn ;
- le xian autonome tujia de Yanhe - 沿河土家族自治县 Yánhé tǔjiāzú Zìzhìxiàn ;
- le xian autonome miao de Songtao - 松桃苗族自治县 Sōngtáo miáozú Zìzhìxiàn ;
- le district spécial de Wanshan - 万山特区 Wànshān Tèqū.